# Il ponte sull'infinito
Il ponte sull'infinito è un film italiano del 1943 diretto da Alberto Doria.